# Grote steentijm
Grote steentijm (Clinopodium grandiflorum) is een lage vaste plant uit de lipbloemenfamilie (Lamiaceae). De soort komt enkel voor op kalkrijke grond.